# Lokošin Dol
 Lokošin Dol  falu Horvátországban Zágráb megyében. Közigazgatásilag Jasztrebarszkához tartozik.

## Fekvése
Zágrábtól 28 km-re délnyugatra, községközpontjától 4 km-re északra fekszik. 

## Története
A falunak 1857-ben 44, 1910-ben 73 lakosa volt. Trianon előtt Zágráb vármegye Jaskai járásához tartozott. 2001-ben 87 lakosa volt. 

## Lakosság
| Lakosság változása | Lakosság változása | Lakosság változása | Lakosság változása | Lakosság változása | Lakosság változása | Lakosság változása | Lakosság változása | Lakosság változása | Lakosság változása | Lakosság változása | Lakosság változása | Lakosság változása | Lakosság változása | Lakosság változása |
| ------------------ | ------------------ | ------------------ | ------------------ | ------------------ | ------------------ | ------------------ | ------------------ | ------------------ | ------------------ | ------------------ | ------------------ | ------------------ | ------------------ | ------------------ |
| 1857               | 1869               | 1880               | 1890               | 1900               | 1910               | 1921               | 1931               | 1948               | 1953               | 1961               | 1971               | 1981               | 1991               | 2001               |
| 44                 | 43                 | 58                 | 71                 | 67                 | 73                 | 74                 | 73                 | 98                 | 76                 | 69                 | 70                 | 65                 | 83                 | 87                 |

## Külső hivatkozások
Jasztrebaszka város hivatalos oldala